# Carroll Cole
Pour les articles homonymes, voir Cole.
Carroll Edward Cole était un tueur en série américain né le 9 mai 1938 et exécuté le 6 décembre 1985.

## Biographie

### Jeunesse
Carroll Cole est né à Sioux City dans l’Iowa. Alors que son père est allé combattre lors de la Seconde Guerre mondiale, Cole fut amené avec sa mère et forcé à regarder alors qu’elle « divertissait » des hommes. Elle le battait souvent pour lui faire peur pour ne pas qu’il le dise à son père. Même lorsque son père fut de retour, Cole était fréquemment fouetté et battu par sa mère pour les infractions les plus mineures, et il grandit avec une haine profonde pour les femmes. Il se faisait également taquiner à l’école pour avoir un nom de fille, il se faisait donc souvent appeler par son deuxième prénom, Eddie.

### Meurtres
À l’âge de 10 ans, Cole noya un partenaire de classe du même âge dans un lac. La mort du garçon fut perçue comme un accident jusqu’à ce que Cole s’en confesse plusieurs années plus tard.
Après une médiocre scolarité (une moyenne de D+, malgré un QI de 152), Cole devint pêcheur, faisant des travaux manuels, buvant beaucoup et exécutant de fréquentes peines de prison pour des crimes comme le cambriolage, le vagabondage, des incendies criminels et des vols de voitures. Il tenta de se suicider au moins une fois, et à un certain nombre d’occasions, fut incarcéré dans des hôpitaux psychiatriques où il confessa ses fantasmes d’assassiner des femmes. Bien que diagnostiqué en tant que psychopathe, Cole fut vite remis en liberté, alors qu’il avait un trouble de la personnalité, ce qui est différent d'une maladie mentale – le premier étant considéré comme intraitable par les psychiatres de l’époque.
Cole assouvit ses fantasmes meurtriers. Il abordait des femmes dans des bars pour le sexe, et bien que plusieurs repartirent saines et sauves le lendemain, Cole allait invariablement tuer celles qu’il percevait comme « lâches » ; il était spécialement agressif avec les femmes mariées, parce qu’elles lui rappelaient sa mère détestée.
Sa première victime en tant qu’adulte fut Essie Buck, qu’il aborda dans une taverne à San Diego en Californie le 7 mai 1971. Il l’étrangla à mort dans sa voiture et conduisit avec son corps dans une valise avant de la jeter. À peine deux semaines plus tard, il tua une femme inconnue et l’enterra dans une forêt.
En juillet 1973, Cole se maria avec la barmaid Diana Pashal, qui était aussi une alcoolique. Ils se chicanaient et se battaient fréquemment, et Cole s’en allait régulièrement seul des jours durant. Il commettait des meurtres alors qu’il était parti, incluant une femme qu’il mangea en partie. En septembre 1979, Cole étrangla Pashal à mort. Un voisin suspicieux appela la police huit jours plus tard, mais même s’ils trouvèrent le corps de Pashal enroulé dans un drap caché dans une armoire, ils décidèrent de façon inexplicable d’attribuer sa mort à son problème d’alcool, et Cole fut relâché sans aucune charge après interrogatoire.
En 1980, Cole s’était remarié et vivait au Nevada à Las Vegas. Vers la fin de l’année, il assassina trois autres femmes. Arrêté sous suspicion d’avoir tué sa dernière victime, Cole commença à se confesser, revendiquant d'avoir assassiné au moins 14 femmes au cours des neuf dernières années, bien qu’il ajouta qu’il aurait pu y en avoir plus – il ne s’en souvenait pas bien parce qu’il était souvent saoul lorsqu’il commettait ses crimes.

### Décès
Condamné à mort, Cole refusa d’aller en appel et fut exécuté dans le Nevada le 6 décembre 1985 par injection létale.